# 列車番号
列車番号（れっしゃばんごう、英: Train number）とは、鉄道のダイヤにおいて個々の列車に与えられる数字及び記号のことである。運転業務において列車を区別するための識別子として用いられる。

## 概要
運行する列車それぞれを区別する際、運転区間や発着時刻を用いるのは表現が煩雑となり、特に運行頻度の高い区間や事業者では実用的でない。そこで必要な管理番号として個々の列車に番号や記号を与えたものが列車番号である。形態は日本においては1 - 4桁の数字、またはそれにアルファベットを組み合わせたものである。
用途は運転業務ながら、多くは市販の時刻表に記載されており、一部の乗り換え案内サイトでも掲載されている。また、列車によっては方向幕の周辺に一部または全部を表示していることもある。

## 付番方法
列車番号の付番方法は、列車の運行形態や線路事情を反映し、鉄道事業者ごとに様々な規則が設けられている。日本では基本的には下り列車には奇数、上り列車には偶数の番号が与えられるが、路線の上り・下りの方向が実態に合わない場合、山手線などの路線が環状線となっている場合などでは別の規則に従う例外も見られる。
番号は運行時刻が早い列車から順に付番されるが、これには列車の種類別に百位・千位の数字を割り当てて行う場合と、始発駅の発車時刻の「時」を表す数字の下に2桁の運行番号を組み合わせる方法とがある。後者はこれを「冠発時刻方式」と称している。
個々の列車を区別するという目的上、1つの鉄道路線で1日に同一の列車番号を持つ列車が複数運転されることはない。しかし、運行上一つの列車と見なされる列車がその運行の途中で列車番号を変更することはある。このような事例は、曜日等により運行区間が異なる列車がその区間を運行する場合や、複数の路線にまたがって運行する列車で路線の上下方向が変化する場合、相互直通運転により乗り入れ事業者同士の列車番号の付番方法が異なる場合などに見られる。
航空便では過去に重大な事故を起こした便名を欠番にすることが見られるが（日本航空123便墜落事故の後、国内の全航空会社で「123便」が欠番となった事例が知られる）、鉄道の列車番号ではJR福知山線脱線事故を起こした「5418M」が日本国内における唯一の事例である（ただしこの番号を欠番としているのは当事者のJR西日本のみで、JR東日本をはじめとするJRグループ他社は欠番としていない）。

## 表示方法
一部の鉄道車両では車両前面に列車番号の表示器を設置しているが、必ずしも列車番号をそのまま表示している訳ではない。特に列車の発車時刻と運行番号（およびアルファベット）を組み合わせる形式の場合、多くは発車時刻の部分を省略し運行番号のみ（場合により前後のアルファベットと合わせて）表示する。ただし、E231系以降の東日本旅客鉄道（JR東日本）の一般形車両ではすべて表示をしている。
列車番号を発車時刻に関係なく付番する場合は、JRでは、列車番号全部を表示するか、全く表示しないかのどちらかであることが多い。なお、表示器が3桁分しかない通勤形電車の一部では数字の下2桁+アルファベット1文字のみ表示している。私鉄・公営交通では番号表示自体を行なっていない処が多い。
列車番号または運行番号の表示を行うかどうかは主に路線や運転系統によって異なり、表示を行わない事業者でもその車両の乗り入れ先に合わせて表示器を設ける例が多い（例：東武・西武・小田急→東京メトロ、東武・西武→〔東京メトロ〕→東急、京王→都営新宿線、新京成→京成）。また、JR東日本線内では列車番号そのものを表示し、東京メトロ線内では運行番号表示に切り替えている例（JR東日本E231系・E233系）もある。